# فرودگاه منطقه‌ای دکستر
فرودگاه منطقه‌ای دکستر (به انگلیسی: Dexter Regional Airport) یک فرودگاه همگانی بهره‌برداری هوایی است که یک باند فرود آسفالت دارد و طول باند آن ۹۱۷ متر است. این فرودگاه در کشور ایالات متحده آمریکا قرار دارد و در ارتفاع ۱۶۲ متری از سطح دریا واقع شده‌است.